# Tour du Limousin 2021
Il Tour du Limousin-Nouvelle-Aquitaine 2021, cinquantaquattresima edizione della corsa, valevole come evento dell'UCI Europe Tour 2021 categoria 2.1, si svolse in quattro tappe dal 17 al 20 agosto 2021 su un percorso totale di 709,2 km, con partenza da Isle ed arrivo a Limoges in Francia. La vittoria fu appannaggio del francese Warren Barguil, il quale completò il percorso in 17h00'35", precedendo i connazionali Franck Bonnamour e Pierre-Luc Périchon.
Sul traguardo di Limoges 102 ciclisti, su 125 partiti da Isle, portarono a termine la competizione.

## Tappe[1]
| Tappa  | Data      | Percorso                   | km    | Vincitore di tappa | Leader cl. generale |
| ------ | --------- | -------------------------- | ----- | ------------------ | ------------------- |
| 1ª     | 17 agosto | Isle > Sainte-Feyre        | 183,3 | Christophe Laporte | Christophe Laporte  |
| 2ª     | 18 agosto | Agonac > Payzac            | 172   | Dorian Godon       | Dorian Godon        |
| 3ª     | 19 agosto | Bugeat > Lubersac          | 184,2 | Simone Velasco     | Dorian Godon        |
| 4ª     | 20 agosto | Sauviat-sur-Vige > Limoges | 169,7 | Erik Fetter        | Warren Barguil      |
| Totale | Totale    | Totale                     | 709,2 |                    |                     |

## Squadre e corridori partecipanti
| N.    | Cod. | Squadra                   |
| ----- | ---- | ------------------------- |
| 1-7   | EOK  | Eolo-Kometa Cycling Team  |
| 11-17 | ACT  | AG2R Citroën Team         |
| 21-27 | COF  | Cofidis                   |
| 31-37 | GFC  | Groupama-FDJ              |
| 41-47 | AFC  | Alpecin-Fenix             |
| 51-57 | BBK  | B&B Hotels                |
| 61-67 | BCF  | Bardiani-CSF-Faizanè      |
| 71-77 | BWB  | Bingoal Pauwels Sauces WB |
| 81-87 | -    | -                         |
| 91-97 | THR  | Vini Zabù                 |

| N.      | Cod. | Squadra                         |
| ------- | ---- | ------------------------------- |
| 101-107 | EUS  | Euskaltel-Euskadi               |
| 111-117 | GAZ  | Gazprom-RusVelo                 |
| 121-127 | EKP  | Equipo Kern Pharma              |
| 131-137 | ARK  | Team Arkéa-Samsic               |
| 141-147 | DEL  | Delko                           |
| 151-157 | TNN  | Team Novo Nordisk               |
| 161-167 | TEN  | TotalEnergies                   |
| 171-177 | AUB  | St Michel-Auber 93              |
| 181-187 | XRL  | Xelliss-Roubaix-Lille Métropole |

## Dettagli delle tappe

### 1ª tappa
- 17 agosto: Isle > Sainte-Feyre – 183,3 km

Risultati
| Pos. | Corridore          | Squadra | Tempo    |
| ---- | ------------------ | ------- | -------- |
| 1    | Christophe Laporte | Cofidis | 4h27'55" |
| 2    | Dorian Godon       | AG2R    | s.t.     |
| 3    | Tom Paquot         | Bingoal | s.t.     |

| Pos. | Corridore          | Squadra | Tempo    |
| ---- | ------------------ | ------- | -------- |
| 1    | Christophe Laporte | Cofidis | 4h27'55" |
| 2    | Dorian Godon       | AG2R    | a 4"     |
| 3    | Tom Paquot         | Bingoal | a 5"     |

### 2ª tappa
- 18 agosto: Agonac > Payzac – 172 km

Risultati
| Pos. | Corridore        | Squadra    | Tempo    |
| ---- | ---------------- | ---------- | -------- |
| 1    | Dorian Godon     | AG2R       | 4h13'02" |
| 2    | Warren Barguil   | Arkéa      | s.t.     |
| 3    | Franck Bonnamour | B&B Hotels | s.t.     |

| Pos. | Corridore        | Squadra    | Tempo    |
| ---- | ---------------- | ---------- | -------- |
| 1    | Dorian Godon     | AG2R       | 8h40'37" |
| 2    | Warren Barguil   | Arkéa      | a 14"    |
| 3    | Franck Bonnamour | B&B Hotels | a 16"    |

### 3ª tappa
- 19 agosto: Bugeat > Lubersac – 184,2 km

Risultati
| Pos. | Corridore       | Squadra | Tempo    |
| ---- | --------------- | ------- | -------- |
| 1    | Simone Velasco  | Gazprom | 4h12'08" |
| 2    | Simon Geschke   | Cofidis | a 11"    |
| 3    | Luca Wackermann | Eolo    | s.t.     |

| Pos. | Corridore        | Squadra    | Tempo     |
| ---- | ---------------- | ---------- | --------- |
| 1    | Dorian Godon     | AG2R       | 12h53'07" |
| 2    | Warren Barguil   | Arkéa      | a 14"     |
| 3    | Franck Bonnamour | B&B Hotels | s.t.      |

### 4ª tappa
- 20 agosto: Sauviat-sur-Vige > Limoges – 169,7 km

Risultati
| Pos. | Corridore         | Squadra  | Tempo    |
| ---- | ----------------- | -------- | -------- |
| 1    | Erik Fetter       | Eolo     | 4h07'14" |
| 2    | Vincenzo Albanese | Eolo     | s.t.     |
| 3    | Valentin Madouas  | Groupama | s.t.     |

| Pos. | Corridore           | Squadra    | Tempo     |
| ---- | ------------------- | ---------- | --------- |
| 1    | Warren Barguil      | Arkéa      | 17h00'35" |
| 2    | Franck Bonnamour    | B&B Hotels | s.t.      |
| 3    | Pierre-Luc Périchon | Cofidis    | a 6"      |

## Evoluzione delle classifiche
| Tappa              | Vincitore          | Classifica generale Maglia gialla | Classifica a punti Maglia blu | Classifica scalatori Maglia a pois arancione | Classifica giovani Maglia bianca | Classifica a squadre |
| ------------------ | ------------------ | --------------------------------- | ----------------------------- | -------------------------------------------- | -------------------------------- | -------------------- |
| 1ª                 | Christophe Laporte | Christophe Laporte                | Romain Cardis                 | Daniel Savini                                | Dorian Godon                     | Bardiani-CSF-Faizanè |
| 2ª                 | Dorian Godon       | Dorian Godon                      | Romain Cardis                 | Daniel Savini                                | Dorian Godon                     | AG2R Citroën Team    |
| 3ª                 | Simone Velasco     | Dorian Godon                      | Romain Cardis                 | Thibaut Pinot                                | Dorian Godon                     | Cofidis              |
| 4ª                 | Erik Fetter        | Warren Barguil                    | Romain Cardis                 | Davide Bais                                  | Urko Berrade                     | Groupama-FDJ         |
| Classifiche finali | Classifiche finali | Warren Barguil                    | Romain Cardis                 | Davide Bais                                  | Urko Berrade                     | Groupama-FDJ         |

Maglie indossate da altri ciclisti in caso di due o più maglie vinte
- Nella 3ª e 4ª tappa Urko Berrade ha indossato la maglia bianca al posto di Dorian Godon.

## Classifiche finali

### Classifica generale - Maglia gialla
| Pos. | Corridore         | Squadra    | Tempo     |
| ---- | ----------------- | ---------- | --------- |
| 1    | Warren Barguil    | Arkéa      | 17h00'35" |
| 2    | F. Bonnamour      | B&B Hotels | s.t.      |
| 3    | P. L. Périchon    | Cofidis    | a 6"      |
| 4    | S. Reichenbach    | Groupama   | s.t.      |
| 5    | Urko Berrade      | Kern       | s.t.      |
| 6    | Simone Velasco    | Gazprom    | a 16"     |
| 7    | Davide Gabburo    | Bardiani   | a 36"     |
| 8    | Antonio Angulo    | Euskaltel  | a 37"     |
| 9    | José Manuel Díaz  | Delko      | a 38"     |
| 10   | Vincenzo Albanese | Eolo       | a 45"     |

### Classifica a punti - Maglia blu
| Pos. | Corridore      | Squadra   | Punti |
| ---- | -------------- | --------- | ----- |
| 1    | Romain Cardis  | St Michel | 11    |
| 2    | Romain Hardy   | Arkéa     | 5     |
| 3    | Davide Gabburo | Bardiani  | 4     |
| 4    | Dorian Godon   | AG2R      | 4     |
| 5    | Simone Velasco | Gazprom   | 3     |

### Classifica scalatori - Maglia a pois arancione
| Pos. | Corridore        | Squadra   | Punti |
| ---- | ---------------- | --------- | ----- |
| 1    | Davide Bais      | Eolo      | 18    |
| 2    | Thibaut Pinot    | Groupama  | 14    |
| 3    | Benoît Cosnefroy | AG2R      | 10    |
| 4    | Daniel Savini    | Bardiani  | 8     |
| 5    | Davide Orrico    | Vini Zabù | 8     |

### Classifica giovani - Maglia bianca
| Pos. | Corridore         | Squadra  | Tempo     |
| ---- | ----------------- | -------- | --------- |
| 1    | Urko Berrade      | Kern     | 17h00'41" |
| 2    | Vincenzo Albanese | Eolo     | a 39"     |
| 3    | Roger Adrià       | Kern     | a 40"     |
| 4    | Valentin Madouas  | Groupama | a 41"     |
| 5    | Alessandro Fedeli | Delko    | a 45"     |

### Classifica a squadre
| Pos. | Squadra              | Tempo     |
| ---- | -------------------- | --------- |
| 1    | Groupama-FDJ         | 51h03'33" |
| 2    | Delko                | a 1'07"   |
| 3    | Cofidis              | a 1'17"   |
| 4    | Bardiani-CSF-Faizanè | a 3'07"   |
| 5    | Equipo Kern Pharma   | a 4'01"   |